# Scamandra sanguinea
Scamandra sanguinea är en insektsart som beskrevs av Schmidt 1906. Scamandra sanguinea ingår i släktet Scamandra och familjen lyktstritar. Inga underarter finns listade i Catalogue of Life.